# Люк Борели
Люк Борели (на френски език - Luc Borrelli) е френски футболист, вратар.

## Кариера
Борели е роден в Марсилия и започва да тренира футбол в АСПТТ Марсилия. През 1986 г. е привлечен в Тулон, където записва близо 150 мача. Следва трансфер в Пари Сен Жермен, където не успява да се наложи за 2 сезона и напуска в посока Кан през 1995 г.

## Смърт
Загива в автомобилна катастрофа на 3 февруари 1999 г. По това време е футболист на Лион. В негова чест „хлапетата“ изваждат от употреба номер 16, а друг от бившите му тимове Кан наименува на негово име голямата трибуна на стадиона си.